# Iakov Silber
Iakov Silber (în rusă Яков Зильбер; n. 1888, Vilhivți, Raionul Camenița, Hmelnîțkîi, Regiunea Hmelnîțkîi, Ucraina – d. după 1941) a fost un jurnalist sovietic și organizator al educației jurnalistice în regiunea munților Ural. A fost primul rector al Institutului de Jurnalism din Sverdlovsk.

## Biografie
S-a născut în satul Olhivți (acum în Ucraina) din gubernia Podolia a Imperiului Rus, în familia unui negustor de vite și pâine din comercianți evrei basarabeni. A studiat la un gimnaziul cu două clase din Briceni, gimnaziul cu șase clase din Camenița, a absolvit gimnaziul privat al lui Iglitski din Odesa (1908), apoi Facultatea de Fizică și Matematică a Universității Novorossiia (1910-1916). A fost un membru al partidelor de stânga: Partidul Social-Democrat al Muncii (1903-1911), Bund (1911-1917), începând cu 1920 în Partidul Comunist. A slujit ca soldat în Armata Țaristă (1916-1917) în timpul Primului Război Mondial, mai întâi în Regimentul de rezervă din Odesa, apoi pe front în Regimentul Podolsk al Armatei a 4-a. 
După Revoluția din februarie, a fost ales secretar al comitetului executiv bolșevic al orașului Briceni, apoi al comitetului executiv Hotin. A fost un comandant al Gărzii Roșii (1917-1918), Armatei Roșii (1919), ofițer politic al regimentului Kondîba al Brigăzii I Basarabene (1919-1920). A fost arestat în repetate rânduri, de autoritățile țariste (1903), austriece (1918) și române (1918).
În anii 1921-1923 a activat în gubernia Volânia, din 1924, redactor al ziarului Волынский пролетарий („Proletarul din Volânia”), în 1925-1926 redactor al ziarului raional Думка („Duma”, Melitopol), editor al ziarului Красное Запорожье („Zaporojie roșu”), a fost, de asemenea, membru al comitetului redacției ziarului За соціалистічну перебудову („Pentru reconstrucția socialistă”, Harkov, 1930-1931). Din 1932, a ocupat o serie de funcții politice în regiunea munților Ural.
În februarie 1936 a organizat și a devenit primul director al Institutului Comunist de Jurnalism din Sverdlovsk (KIZ), mai târziu devenit, Institutul de Jurnalism din Sverdlovsk „Maiakovski”. 
În 1937 a fost expulzat din Partidul Comunist, arestat (Marea Epurare) la 20 octombrie 1937, și condamnat de Colegiul Militar al Curții Supreme a URSS la 9 august 1938 la 15 ani de muncă forțată în lagăre, cu confiscarea tuturor bunurilor personale și înfrângerea în drepturi politice timp de 5 ani. Soarta ulterioară este necunoscută. A fost reabilitat la 19 iulie 1989..